# وگنانوو (استان اشوی‌داشکسیه)
وگنانوو (به لهستانی: Wygnanów) یک منطقهٔ مسکونی در لهستان است که در گمینا ماووگوشچ واقع شده‌است.